# Tempel der Matidia
Der Tempel der Matidia war ein römischer Tempel auf dem Marsfeld im antiken Rom.
Der Tempel war Matidia geweiht. Salonina Matidia  war das einzige Kind des reichen Prätors Gaius Saloninus Matidius Patruinus und der Ulpia Marciana. Sie war die Lieblingsnichte ihres Onkels mütterlicherseits, des römischen Kaisers Trajan, Schwiegermutter seines Nachfolgers Hadrian und Urgroßmutter des Mark Aurel. Nach ihrem Tod wurde sie 119 von Hadrian vergöttlicht. 
Unmittelbar nach ihrer Vergöttlichung begann Kaiser Hadrian mit dem Bau und wählte einen Ort in der Nähe des Pantheons und der Saepta Julia, die er beide restaurierte oder wiederaufbaute. Nachdem Kaiser Hadrian gestorben und vergöttlicht war, wurde neben dem Tempel der Matidia mit dem Hadrianeum ein eigener Tempel für Hadrian errichtet.
In der Nähe der Kirche Sant’Ignazio wurde das Stück einer Blei-Wasserleitung mit der Aufschrift templo matidiae („aus dem Tempel von Matidia“) gefunden, das möglicherweise auf den Standort des Tempels hinweist.